# Sanski Most
Sanski Most – miasto w Bośni i Hercegowinie, w Federacji Bośni i Hercegowiny, w kantonie uńsko-sańskim, siedziba gminy Sanski Most. Leży nad rzeką Saną. W 2013 roku liczyło 16 913 mieszkańców, z czego większość stanowili Boszniacy.
O Sanski Most u schyłku wojny w Bośni toczyły się zacięte walki pomiędzy siłami bośniacko-chorwackimi a wojskami bośniackich Serbów. Miasto kilkukrotnie przechodziło z rąk do rąk. Miało ono wówczas duże znaczenie strategiczne, otwierając w przypadku jego opanowania siłom bośniacko-chorwackim drogę do Banja Luki.

## Galeria

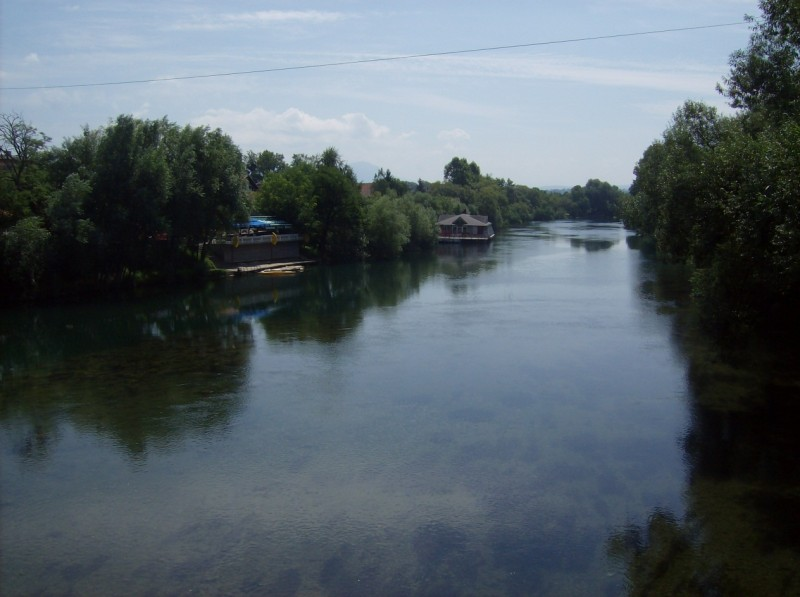
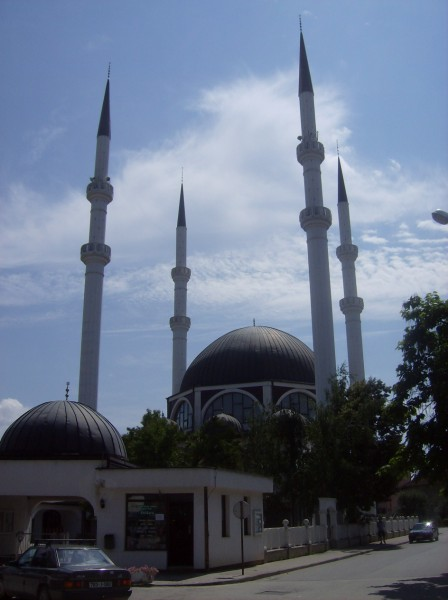
Meczet Hamzy Bega
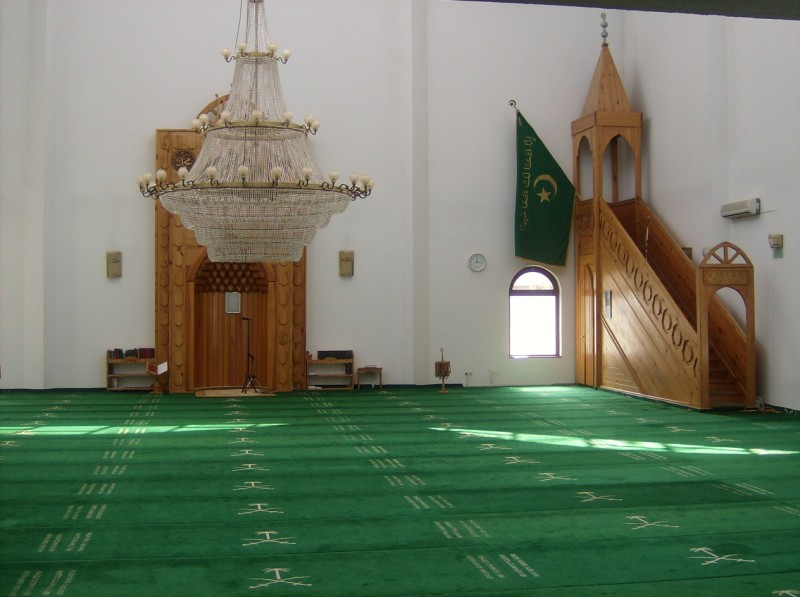
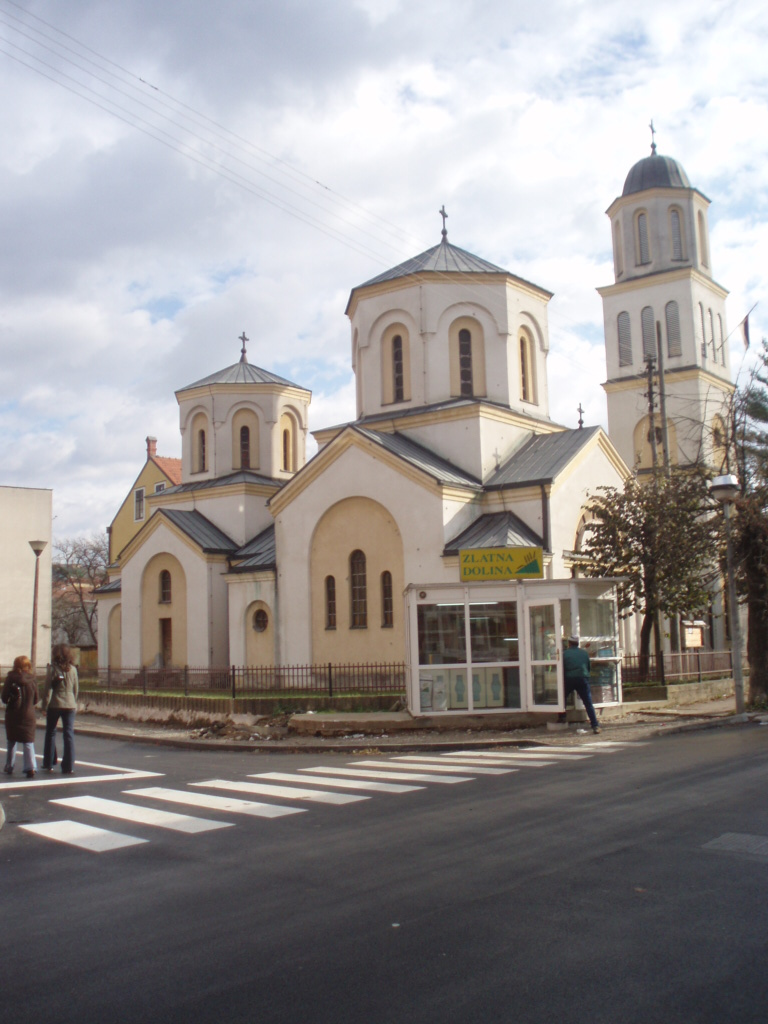
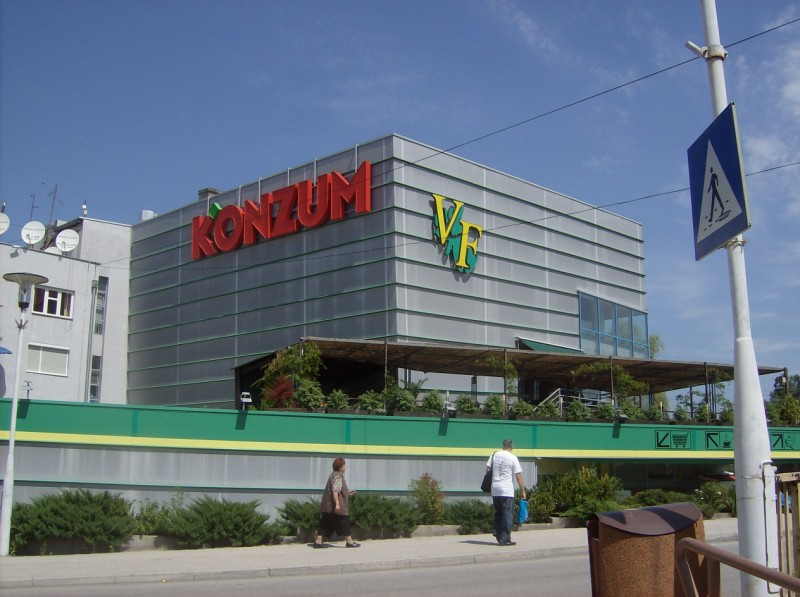